# 桃源街道 (弋阳县)
桃源街道，是中华人民共和国江西省上饶市弋阳县下辖的一个乡镇级行政单位。

## 行政区划
桃源街道下辖以下地区：
花亭社区、双亭社区、永阳社区、连胜社区、东站社区和建岭社区。